# 圣西吉斯蒙 (曼恩-卢瓦尔省)
圣西吉斯蒙（法語：Saint-Sigismond，法語發音：[sɛ̃ siʒismɔ̃] ⓘ）是法国曼恩-卢瓦尔省的一个旧市镇，位于该省西部，属于昂热区。2024年1月1日，圣西吉斯蒙并入市镇卢瓦尔河畔安格朗德勒弗雷讷。

## 地理
圣西吉斯蒙（47°27'13"N, 0°56'34"W）面积12.72 平方千米，位于法国卢瓦尔河地区大区曼恩-卢瓦尔省，该省份为法国西部内陆省份，大致对应安茹地区，北起顺时针与马耶讷省、萨尔特省、安德尔-卢瓦尔省、维埃纳省、德塞夫勒省、旺代省、大西洋卢瓦尔省和伊勒-维莱讷省接壤。
与圣西吉斯蒙接壤的市镇（或旧市镇、城区）包括：贝利涅、拉沙佩勒圣索沃尔、卢瓦尔河畔勒弗雷讷、卢瓦尔河畔尚托塞、卢瓦尔河畔安格朗德勒弗雷讷、勒卢鲁贝科奈、维勒穆瓦桑、卢瓦罗克桑斯。
圣西吉斯蒙的时区为UTC+01:00、UTC+02:00（夏令时）。

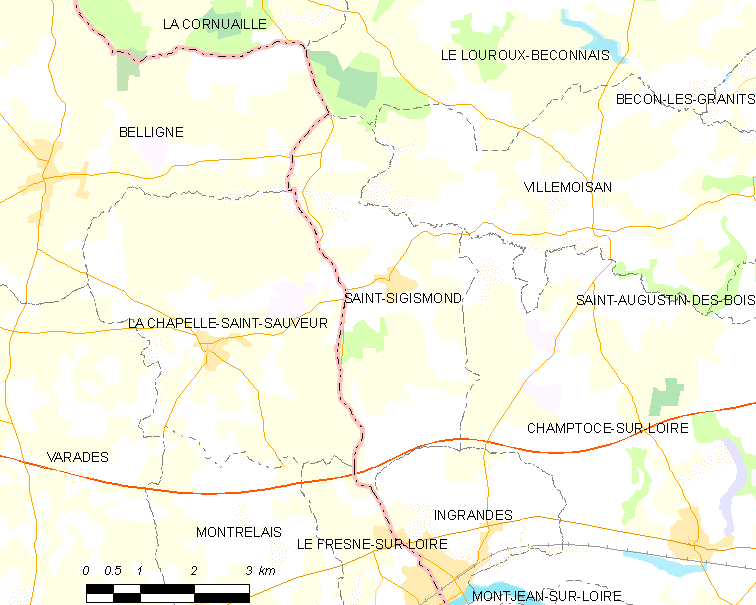
圣西吉斯蒙的OSM定位图

## 行政
圣西吉斯蒙的邮政编码为49123，INSEE市镇编码为49321。

## 政治
圣西吉斯蒙所属的省级选区为卢瓦尔河畔沙洛讷县。

## 人口

1962-2008年间圣西吉斯蒙人口变化图示

圣西吉斯蒙于2021年1月1日时的人口数量为390人。